# 라하트 알리예프

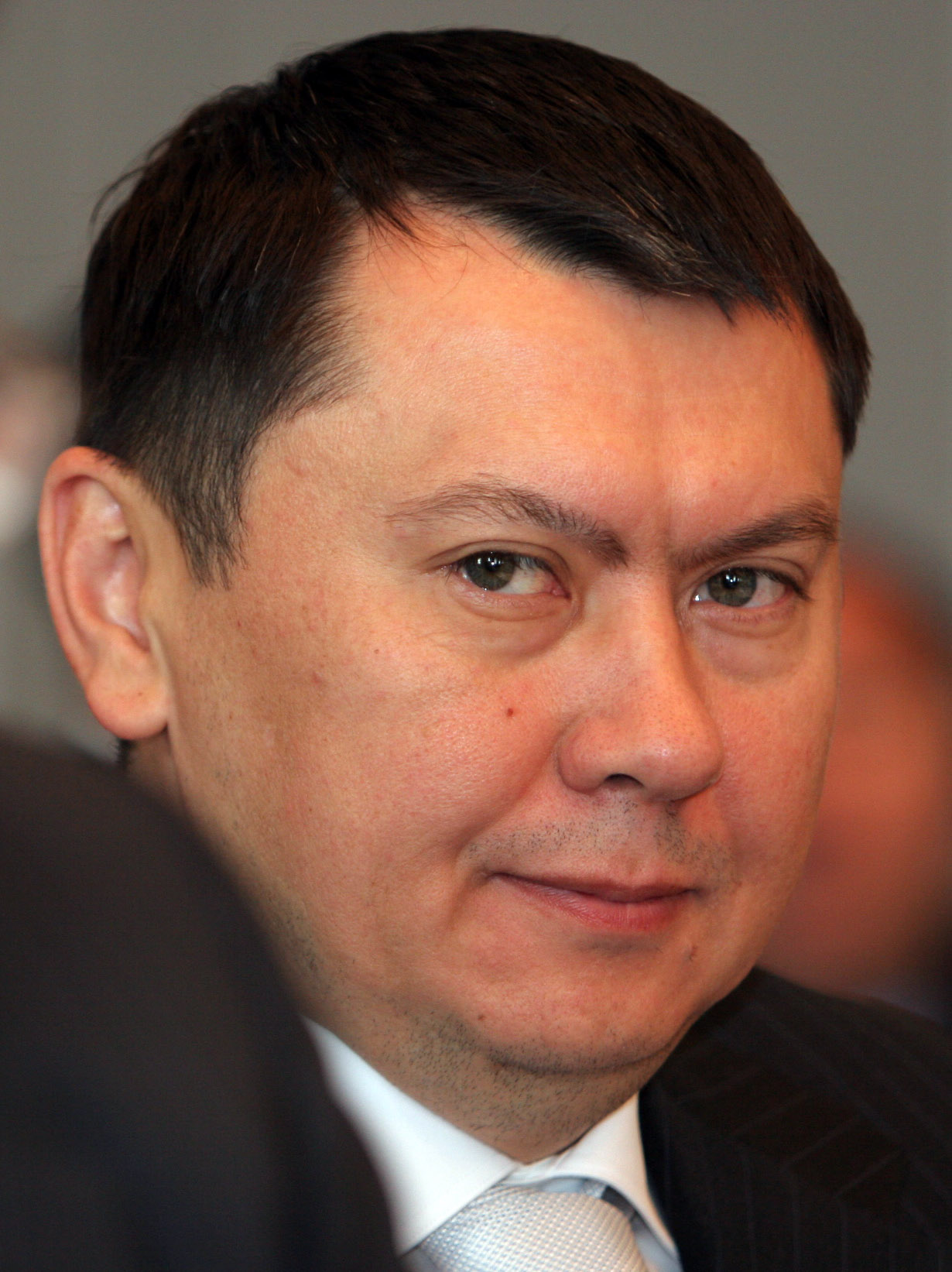
라하트 알리예프

라하트 무흐타룰리 알리예프(카자흐어: Рахат Мұхтарұлы Әлиев, 러시아어: Рахат Мухтарович Алиев, 1962년 12월 10일 ~ 2015년 2월 24일)는 카자흐스탄의 정치인, 외교관이다.
카자흐스탄 알마티 출신이며 1986년 알마티 국립의과대학교(현재의 카자흐스탄 국립의과대학교)를 졸업했다. 1986년부터 1989년까지 모스크바 제2의과대학교(현재의 러시아 국립의과대학교) 대학원에서 임상 시험 과정을 전공했고 1993년까지 카자흐스탄 외과과학연구소에서 연구원으로 근무했다.
1993년부터 1996년까지 카자흐스탄 보건부 대외경제관계국 부국장으로 근무했으며 1996년부터 1999년까지 카자흐스탄 국가세무경찰국 제1부국장, 국가세무위원회 부패·밀수대책국장, 알마티 세무경찰국장, 카자흐스탄 재무부 세무경찰국장, 카자흐스탄 재무부 세무경찰위원회 의장, 카자흐스탄 국세청 제1차관을 역임했다. 1997년에는 미국 연방수사국(FBI) 아카데미 연수 과정에 참여했다.
1999년에는 카자흐스탄 국가보안위원회 알마티 지국 위원장으로 임명되었으며 2000년에는 카자흐스탄 국가보안위원회 부의장, 2001년에는 카자흐스탄 국가보안위원회 제1부의장으로 각각 임명되었다. 2001년부터 2002년까지 카자흐스탄 대통령 경호실 부실장을 역임했고 2002년에는 카자흐스탄 국가 올림픽 위원회 위원장으로 임명되었다.
2002년 6월부터 2005년 7월까지 오스트리아·슬로베니아·크로아티아·마케도니아·세르비아 몬테네그로 주재 카자흐스탄 대사, 유럽 안보 협력 기구(OSCE) 주재 카자흐스탄 상임대표를 역임했다. 2007년 2월 9일부터 오스트리아 주재 카자흐스탄 대사로 임명되었지만 2007년 5월 26일에 카자흐스탄에서 일어난 은행원 유괴 사건에 연루되어 해임되었다.
2007년 6월 1일에는 국제형사경찰기구(인터폴)의 수배 대상자 명단에 올랐지만 2007년 6월 3일에 보석금 130만 유로를 지불하면서 석방되었다. 2007년 6월 6일에는 누르술탄 나자르바예프 대통령의 딸이었던 다리가 나자르바예바가 그와 이혼하면서 완전히 실각하고 만다. 2008년에 열린 궐석 재판에서 징역 20년을 선고받았지만 2015년 2월 24일에 수감 중이던 오스트리아 빈의 교도소에서 사망한 채로 발견되었다.